# Relative neighborhood graph

Relative neighborhood graph van 100 punten

De relative neighborhood graph, afgekort RNG, van een verzameling {\displaystyle S} van punten in het euclidische vlak is een graaf waarin twee punten {\displaystyle p} en {\displaystyle q} verbonden zijn door een zijde als er geen enkel ander punt in {\displaystyle S} dichter bij {\displaystyle p} en {\displaystyle q} ligt dan {\displaystyle p} en {\displaystyle q} zelf. {\displaystyle p} en {\displaystyle q} zijn dan 'relatieve buren' van elkaar.
Als {\displaystyle d(p,q)} de afstand is tussen {\displaystyle p} en {\displaystyle q}, betekent dit dat {\displaystyle p} en {\displaystyle q} relatieve buren zijn dan en slechts dan als:
{\displaystyle d(p,q)\leq \mathrm {max} \{d(p,r),d(q,r)\}} voor alle {\displaystyle r} in {\displaystyle S} verschillend van {\displaystyle p} en {\displaystyle q}.
In meetkundige zin kan men deze eis als volgt interpreteren: teken een cirkel met straal gelijk aan de afstand {\displaystyle d(p,q)} en middelpunt {\displaystyle p}. Teken een tweede cirkel met zelfde straal en middelpunt {\displaystyle q}. De lensvormige doorsnede van beide cirkels is de verzameling punten die dichter bij {\displaystyle p} en {\displaystyle q} liggen dan de afstand {\displaystyle d(p,q)}. Deze doorsnede mag geen punten van {\displaystyle S} bevatten.
Godfried Toussaint introduceerde het begrip {\displaystyle \mathrm {RNG} } in 1980 als hulpmiddel voor patroonherkenning. Met de {\displaystyle \mathrm {RNG} } zouden structuren in een verzameling punten naar voor komen die overeenkomen met wat mensen erin zien.
Omdat het begrip {\displaystyle \mathrm {RNG} } alleen met behulp van de afstand tussen punten is gedefinieerd, kan de {\displaystyle \mathrm {RNG} } ook voor puntenverzamelingen in meer dimensies en in een niet-euclidische meetkunde worden gedefinieerd.

## Andere grafen
De euclidische minimaal opspannende boom {\displaystyle \mathrm {MOB} } van {\displaystyle S} is de minimaal opspannende boom van de volledige graaf van {\displaystyle S}, waarbij de afstand tussen alle knopen de euclidische afstand is. Er geldt dat {\displaystyle \mathrm {MOB} (S)} een deelgraaf is van {\displaystyle \mathrm {RNG} (S)} en op zijn beurt dat {\displaystyle \mathrm {RNG} (S)} een deelgraaf is van de delaunay-triangulatie {\displaystyle \mathrm {DT} (S)} van {\displaystyle S}:
{\displaystyle \mathrm {MOB} (S)\subseteq \mathrm {RNG} (S)\subseteq \mathrm {DT} (S)}
De {\displaystyle \mathrm {RNG} (S)} kan in lineaire tijd uit de delaunay-triangulatie worden berekend.
De gabrielgraaf {\displaystyle \mathrm {GG} } is een graaf die het begrip 'naburig' op een andere manier definieert. {\displaystyle \mathrm {RNG} (S)\subseteq \mathrm {GG} (S)}.
De urquhartgraaf {\displaystyle \mathrm {UG} } ontstaat door de langste zijde in iedere driehoek van de delaunay-triangulatie te verwijderen. Er werd eerst gedacht dat deze graaf gelijk aan {\displaystyle \mathrm {RNG} (S)} was, maar nadien is bewezen dat de {\displaystyle \mathrm {UG} (S)} soms groter is dan de {\displaystyle \mathrm {RNG} (S)}. De {\displaystyle \mathrm {UG} (S)} kan wel gebruikt worden als goede benadering van {\displaystyle \mathrm {RNG} (S)}.
De nearest neighbor graph {\displaystyle \mathrm {NNG} } is de eenvoudigste van deze soort grafen. Daarin is ieder punt met zijn dichtstbijzijnde buur verbonden. 
{\displaystyle \mathrm {NNG} (S)\subseteq \mathrm {MOB} (S)\subseteq \mathrm {RNG} (S)\subseteq \mathrm {UG} (S)\subseteq \mathrm {GG} (S)\subseteq \mathrm {DT} (S)}
De {\displaystyle \mathrm {NNG} } is in het algemeen een onsamenhangende, gerichte graaf. De {\displaystyle \mathrm {MOB} } en de andere grafen zijn samenhangende, niet gerichte grafen. Men noemt deze hiërarchie weleens de toussainthiërarchie.